# ダンシング (倉木麻衣の曲)
「ダンシング」は、倉木麻衣の楽曲。20作目のシングルとして、2005年3月23日にGIZA studioからリリースされた。規格品番はGZCA-4036。

## 内容
- PVはロサンゼルスで撮影された。監督はブリトニー・スピアーズなどのPVを手がけたナイジェル・ディック。
- ファンクラブ限定でDVD「Making of ダンシング 〜Diary of Los Angels」が発売された。

## シングル収録曲
1. ダンシング (3:49)
  - 作詞：倉木麻衣　作曲・編曲：徳永暁人
2. through the River (3:49)
  - 作詞：倉木麻衣　作曲：大野愛果　編曲：Cybersound
3. You look at me〜one (3:58)
  - 作詞：倉木麻衣　作曲・編曲：大賀好修

## 参加ミュージシャン
- 倉木麻衣：コーラス
- 徳永暁人：ギター（#1）・ベース（#1）・コーラス（#1）
- 大賀好修：ギター（#3）
- ミシェル・アフリック：コーラス（#1）

## タイアップ
- Jリーグ徳島ヴォルティス公式テーマ曲（#1）
- 「いろメロ呼び出し中の音」CMソング（#1）
- 『スポーツうるぐす』2005年4月 - 6月度テーマソング（#3）

## 収録アルバム
- FUSE OF LOVE（#1,3）